# Josh Onomah
Joshua Oghenetega Peter Onomah, noto semplicemente come Josh Onoma (Londra, 27 aprile 1997), è un calciatore inglese, centrocampista del Blackpool.

## Caratteristiche tecniche
Centrocampista dalle spiccate attitudini offensive, è abile nel dribbling e nella progressione palla al piede grazie alle sue doti tecniche e atletiche.

## Carriera

### Club
Prodotto del settore giovanile del Tottenham, Onomah ha esordito in prima squadra il 15 gennaio 2015, in un match di FA Cup contro il Burnley.
Il 2 novembre dello stesso anno ha fatto il suo debutto in Premier League, subentrando durante la vittoria casalinga contro l'Aston Villa. Il successivo 10 dicembre ha disputato la sua prima gara da titolare con la maglia degli Spurs, in Europa League contro il Monaco.
Nell'estate successiva, è proprio in favore dell'Aston Villa che avviene il passaggio in prestito del giocatore. Esordisce con il nuovo team il 5 agosto 2017, nel suo primo match di Championship contro l'Hull City. Il successivo 25 agosto arriva la sua prima rete, ai danni del Bristol City.

### Nazionale
Con la Nazionale Under-17 inglese ha trionfato all'Europeo di categoria del 2014 disputatosi a Malta.

## Statistiche

### Presenze e reti nei club
Statistiche aggiornate al 1º febbraio 2023.
| Stagione         | Squadra          | Campionato       | Campionato | Campionato | Coppe nazionali | Coppe nazionali | Coppe nazionali | Coppe continentali | Coppe continentali | Coppe continentali | Altre coppe | Altre coppe | Altre coppe | Totale | Totale |
| Stagione         | Squadra          | Comp             | Pres       | Reti       | Comp            | Pres            | Reti            | Comp               | Pres               | Reti               | Comp        | Pres        | Reti        | Pres   | Reti   |
| ---------------- | ---------------- | ---------------- | ---------- | ---------- | --------------- | --------------- | --------------- | ------------------ | ------------------ | ------------------ | ----------- | ----------- | ----------- | ------ | ------ |
| 2014-2015        | Tottenham        | PL               | 0          | 0          | FACup+CdL       | 1+0             | 0               | UEL                | 0                  | 0                  | -           | -           | -           | 1      | 0      |
| 2015-2016        | Tottenham        | PL               | 8          | 0          | FACup+CdL       | 4+0             | 0               | UEL                | 7                  | 0                  | -           | -           | -           | 19     | 0      |
| 2016-2017        | Tottenham        | PL               | 5          | 0          | FACup+CdL       | 3+2             | 0+1             | UCL+UEL            | 2+0                | 0                  | -           | -           | -           | 12     | 1      |
| Totale Tottenham | Totale Tottenham | Totale Tottenham | 13         | 0          |                 | 10              | 1               |                    | 9                  | 0                  |             | -           | -           | 32     | 1      |
| 2017-2018        | Aston Villa      | FLC              | 33+1       | 4+0        | FACup+CdL       | 1+2             | 0               | -                  | -                  | -                  | -           | -           | -           | 37     | 4      |
| 2018-2019        | Sheffield Weds   | FLC              | 15         | 0          | FACup+CdL       | 0+0             | 0               | -                  | -                  | -                  | -           | -           | -           | 15     | 0      |
| 2019-2020        | Fulham           | FLC              | 31+3       | 3+1        | FACup+CdL       | 2+1             | 0               | -                  | -                  | -                  | -           | -           | -           | 37     | 4      |
| 2020-2021        | Fulham           | PL               | 11         | 0          | FACup+CdL       | 2+2             | 0               | -                  | -                  | -                  | -           | -           | -           | 15     | 0      |
| 2021-2022        | Fulham           | FLC              | 20         | 1          | FACup+CdL       | 0+2             | 0               | -                  | -                  | -                  | -           | -           | -           | 22     | 1      |
| 2022-gen. 2023   | Fulham           | PL               | 2          | 0          | FACup+CdL       | 0+0             | 0               | -                  | -                  | -                  | -           | -           | -           | 2      | 0      |
| Totale Fulham    | Totale Fulham    | Totale Fulham    | 67         | 5          |                 | 9               | 0               |                    | -                  | -                  |             | -           | -           | 76     | 5      |
| gen.-giu. 2023   | Preston N.E.     | FLC              | 0          | 0          | FACup+CdL       | 0+0             | 0               | -                  | -                  | -                  | -           | -           | -           | 0      | 0      |
| Totale carriera  | Totale carriera  | Totale carriera  | 129        | 9          |                 | 22              | 1               |                    | 9                  | 0                  |             | -           | -           | 160    | 10     |

## Palmarès

### Club

#### Competizioni nazionali
- Campionato inglese di seconda divisione: 1

Fulham: 2021-2022

### Nazionale
- Campionato d'Europa Under-17: 1

Malta 2014
- Campionato mondiale Under-20: 1

Corea del Sud 2017